# Львівський апеляційний адміністративний суд

Юрисдикція суду

Львівський апеляційний адміністративний суд — колишній апеляційний адміністративний суд загальної юрисдикції, розміщений у місті Львові. Юрисдикція суду поширювалася на Волинську, Закарпатську, Івано-Франківську, Львівську, Тернопільську області.
Суд здійснював правосуддя до початку роботи Восьмого апеляційного адміністративного суду, що відбулося 3 жовтня 2018 року.

## Львівський апеляційний адміністративний округ
Межі Львівського апеляційного адміністративного округу, тобто території, апеляційним адміністративним судом якої є ЛААС, змінювалася декілька разів починаючи з 2004 року.
| Рік:     | 16.11.2004— 17.10.2008                                                                              | 17.10.2008— 17.08.2010                                 | Від 17.08.2010                                                   |
| -------- | --------------------------------------------------------------------------------------------------- | ------------------------------------------------------ | ---------------------------------------------------------------- |
| Області: | Волинська Закарпатська Івано-Франківська Львівська Рівненська Тернопільська Хмельницька Чернівецька | Закарпатська Івано-Франківська Львівська Тернопільська | Волинська Закарпатська Івано-Франківська Львівська Тернопільська |

## Керівництво
Голова суду — Богаченко Сергій Іванович
 Заступник голови суду — Багрій Василь Миколайович
 Заступник голови суду — Заверуха Олег Богданович
 Керівник апарату — Пашковський Сергій Миронович.

## Показники діяльності у 2015 році
- Перебувало на розгляді справ — 22665
  - надійшло у 2015 році — 12515
- Розглянуто — 18748[10].